# Heinrich I xứ Bayern
Heinrich I (919/921 – 1 tháng 11 năm 955) là Công tước xứ Bayern từ năm 948 cho đến khi qua đời. Ông là thành viên trong Vương triều Otto.

## Gia đình
Heinrich kết hôn với Judith, con gái của Arnulf, Công tước xứ Bayern. Họ có ba người con:
- Gerberge, Trưởng tu viện Gandersheim[2]
- Hadwig, người kết hôn với Burchard III, Công tước xứ Swabia[3]
- Heinrich II xứ Bayern (v.951 † 995)[3]